# Serguéi Ridzik
Serguéi Ridzik –en ruso, Сергей Ридзик– (Monchegorsk, 25 de octubre de 1992) es un deportista ruso que compite en esquí acrobático, especialista en la prueba de campo a través.
Participó en dos Juegos Olímpicos de Invierno, obteniendo dos medallas, bronce en Pyeongchang 2018 y bronce en Pekín 2022, ambas en el campo a través.

## Medallero internacional
| Juegos Olímpicos | Juegos Olímpicos            | Juegos Olímpicos  | Juegos Olímpicos |
| Año              | Lugar                       | Medalla           | Prueba           |
| ---------------- | --------------------------- | ----------------- | ---------------- |
| 2018             | Pyeongchang (Corea del Sur) | Medalla de bronce | Campo a través   |
| 2022             | Pekín (China)               | Medalla de bronce | Campo a través   |